# Преволараки, Мария
Мария Преволараки (греч. Μαρια Πρεβολαρακη; род. 21 декабря 1991 года, Афины, Греция) — греческая женщина-вольница, выступающая в весовой категории до 55 кг. Чемпионка Европы 2025 года, бронзовый призёр чемпионата мира 2017 года и чемпионата мира 2012 года. Победитель Средиземноморских игр в 2013 и 2018 году. Призёр чемпионатов Европы и юниорского чемпионата мира 2011 года. Чемпион мира по пляжной борьбе 2014 года
Участница Олимпийских игр 2012, 2016 и 2020 года. На Олимпийских играх 2012 года была выбита Юлией Раткевич в 1/8 финала. В 2016 году в Рио-де-Жанейро она дошла до четвертьфинала, заняв 10-е место. На Олимпийских играх 2020 года проиграла на стадии 1/8 финала и заняла итоговое 11-е место.
На чемпионате Европы 2021 года, который проходил в апреле в Варшаве, в весовой категории до 53 кг, греческая спортсменка завоевала серебряную медаль.
В апреле 2025 года на чемпионате Европы в Братиславе в весовой категории до 53 кг завоевала золотую медаль. В финальной схватке одолела соперницу из Румынии Андрею Ану.